# Iluminación anglosajona

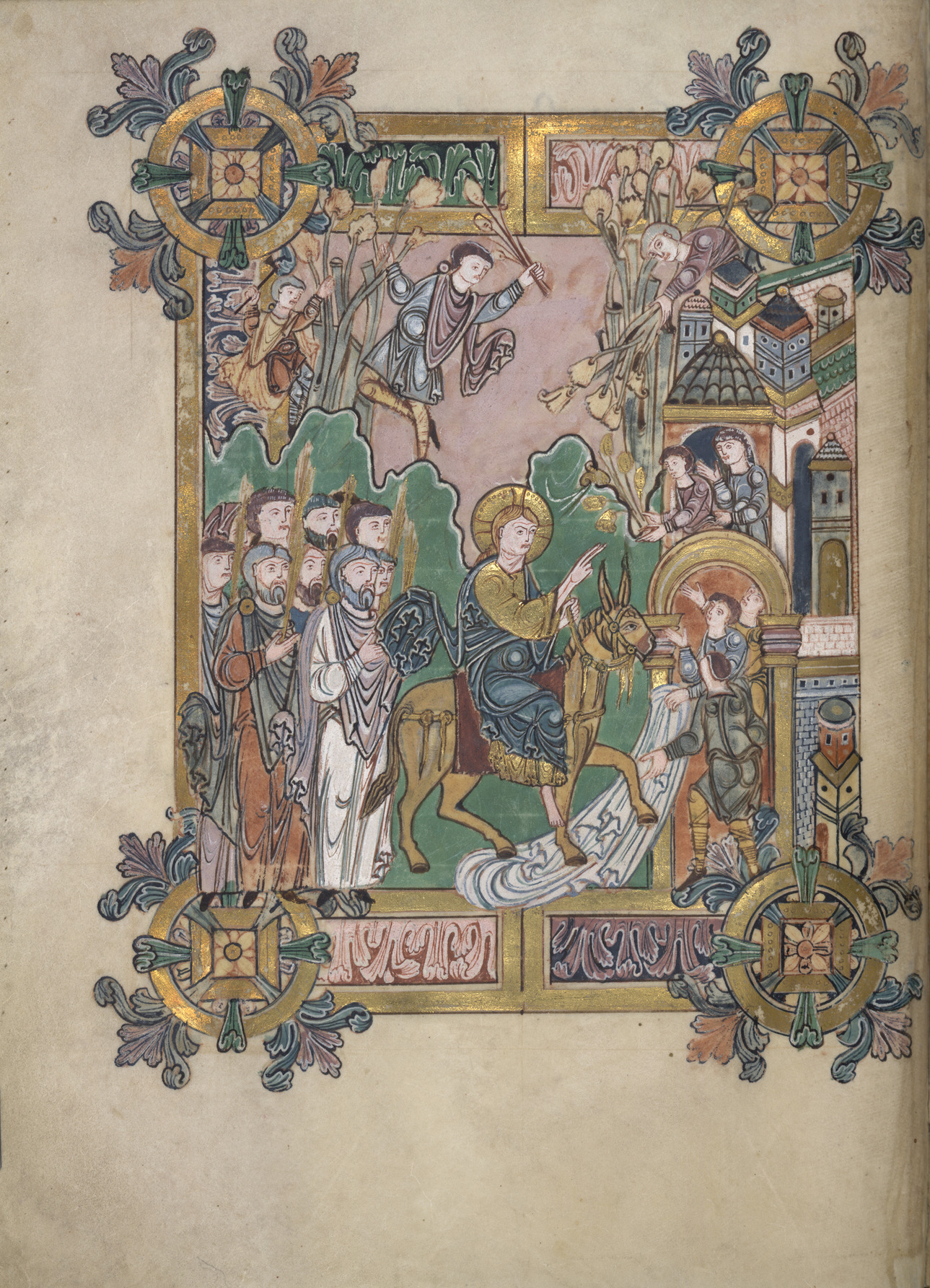
Benediccional de San Ethelwold, f.45v

La Iluminación anglosajona se refiere a la producción de manuscritos iluminados realizados en Inglaterra entre la invasión  anglosajona del suelo británico, en el siglo V, y la conquista normanda, en 1066. 
Se distinguen dos periodos: 1) entre el siglo VI hasta principios del siglo IX generalmente se conoce como iluminación insular y, a menudo, se confunde con la producción de la vecina Irlanda. La producción de manuscritos iluminados experimentó un resurgimiento en calidad y cantidad propio de Inglaterra; 2) entre mediados del siglo X y 1066 dentro de los centros de producción ubicados principalmente en Winchester y Canterbury.

## La iluminación insular
Los monjes irlandeses contribuyeron a la evangelización de Escocia y el norte de Gran Bretaña al fundar nuevos monasterios como el de Iona en Escocia por Colomba de Iona en 563, luego el de Lindisfarne en 635 por Aidan de Lindisfarne, Northumbria. Los misioneros irlandeses traen consigo su arte a esta región. Al mismo tiempo, el sur de Gran Bretaña sufrió una influencia directa del cristianismo continental y en particular italiano durante los siglos VI-VII, sobre todo después de la Misión Gregoriana que favorece la llegada de manuscritos italianos y bizantinos influyendo con ello en la producción de iluminaciones insulares. Progresivamente, los mayores centros de producción se concentraron primero en Northumbria y luego en Kent durante los siglos VII-VIII. Los monasterios se beneficiaron de condiciones materiales más favorables que en Irlanda, así como de la protección e incluso el patrocinio de los reyes anglosajones. El scriptorium de Lindisfarne es a finales del siglo VII uno de los más prolíficos.

## Iluminación anglosajona de los siglos X-XI
Durante el siglo X se produce una ruptura bastante definida en la iluminación anglosajona. Los cambios ocurren tanto en la escritura, como en los motivos y la iconografía utilizada.

### Contexto histórico y cultural

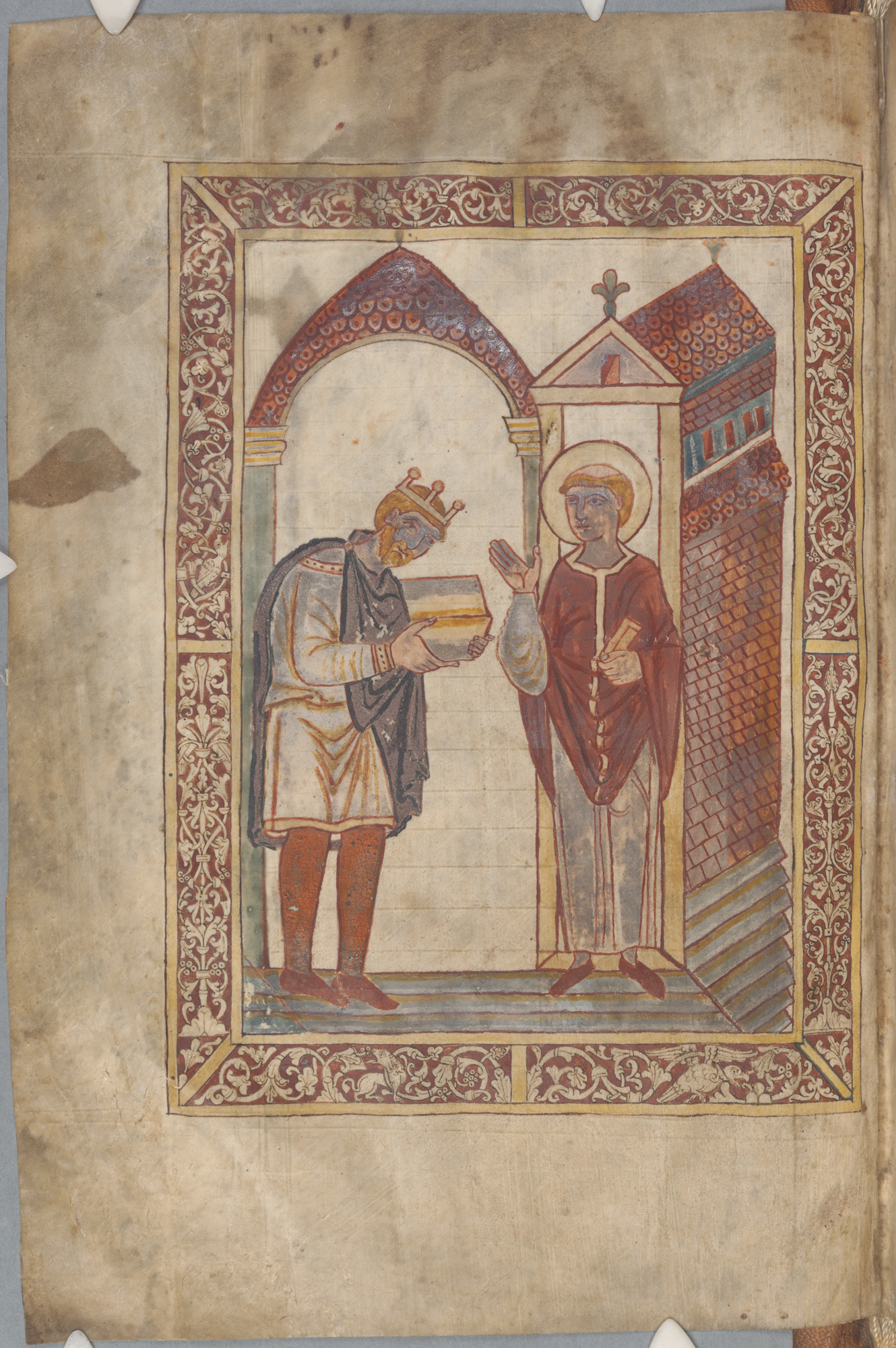
Miniatura de dedicación que representa a Athelstan, Life of St Cuthbert, c. 930, Corpus Christi College (Cambridge).

Durante mucho tiempo, el modelo de iluminación insular siguió predominando en Inglaterra mostrándose reacio a los modelos de iluminación carolingia aparecidos desde finales del siglo VIII en el continente. Sin embargo, a finales del siglo IX, surge un nuevo contexto político sobre la isla con la cuasi-reunificación de Inglaterra por Alfredo el Grande, que contribuye a acabar paulatinamente con la ocupación vikinga. Este comienzo de un renacimiento artístico en la isla se desarrolla especialmente durante el reinado de su nieto Athelstan. Varios reformadores monásticos incrementaron los contactos con las abadías del continente: Dunstan de Canterbéry se exilia en Saint-Pierre de Gand entre 955 y 957, Oswaldo de Worcester permanece en la abadía de Fleury entre 950 y 958 por ejemplo. Los reyes anglosajones de este período protegieron los centros monásticos y contribuyeron a su desarrollo religioso y artístico. Establecieron su residencia principal en Winchester, de la que fue obispo Æthelwold, otro gran reformador monástico y amante de los libros lujosos. La ciudad se convirtió así en el centro de la vida artística de la época, junto con Canterbury, la sede de la vida religiosa.

### Características

#### Técnicas de dibujo y pintura.
La ilustración de los manuscritos de este período utiliza dos técnicas entre el dibujo y la pintura. El dibujo suele estar calcado a bolígrafo, a veces con la misma tinta marrón-negra que se utilizó para escribir el texto. También se dibuja muy a menudo con tinta de diferentes colores (rojo, verde, azul, negro). Este cambio de color sirve para distinguir, por ejemplo, las distintas partes del cuerpo de un personaje, entre ropa y piel. Los mismos colores se encuentran generalmente en los títulos e iniciales que también son policromados. Este dibujo policromado parece ser un invento anglosajón que se extendió al resto de Europa en los siglos siguientes. La pintura por su parte se aplica con gouache, en colores opacos ya veces lechosos.

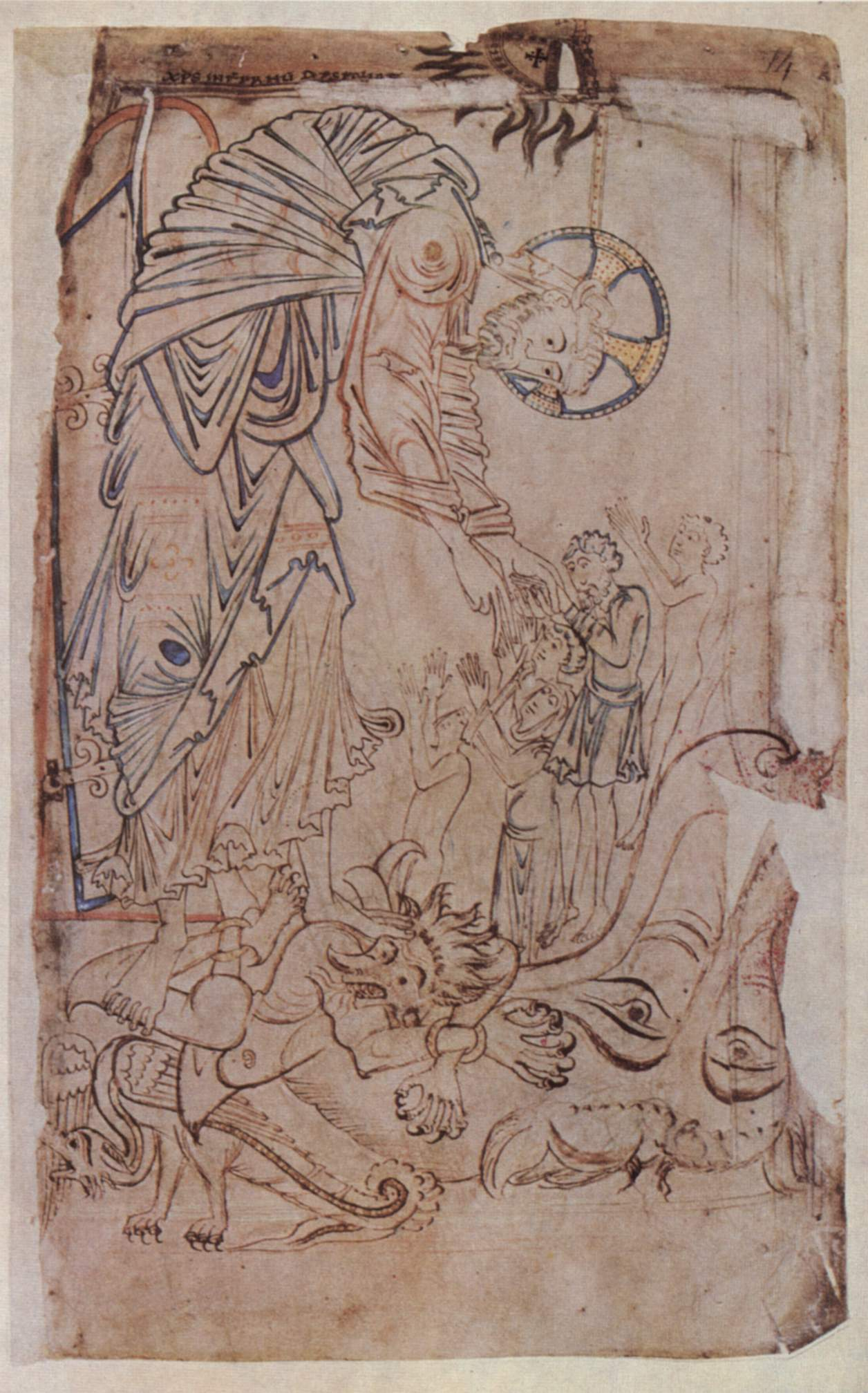
Ejemplo de dibujo en tinta policromada, Salterio de Tiberius.
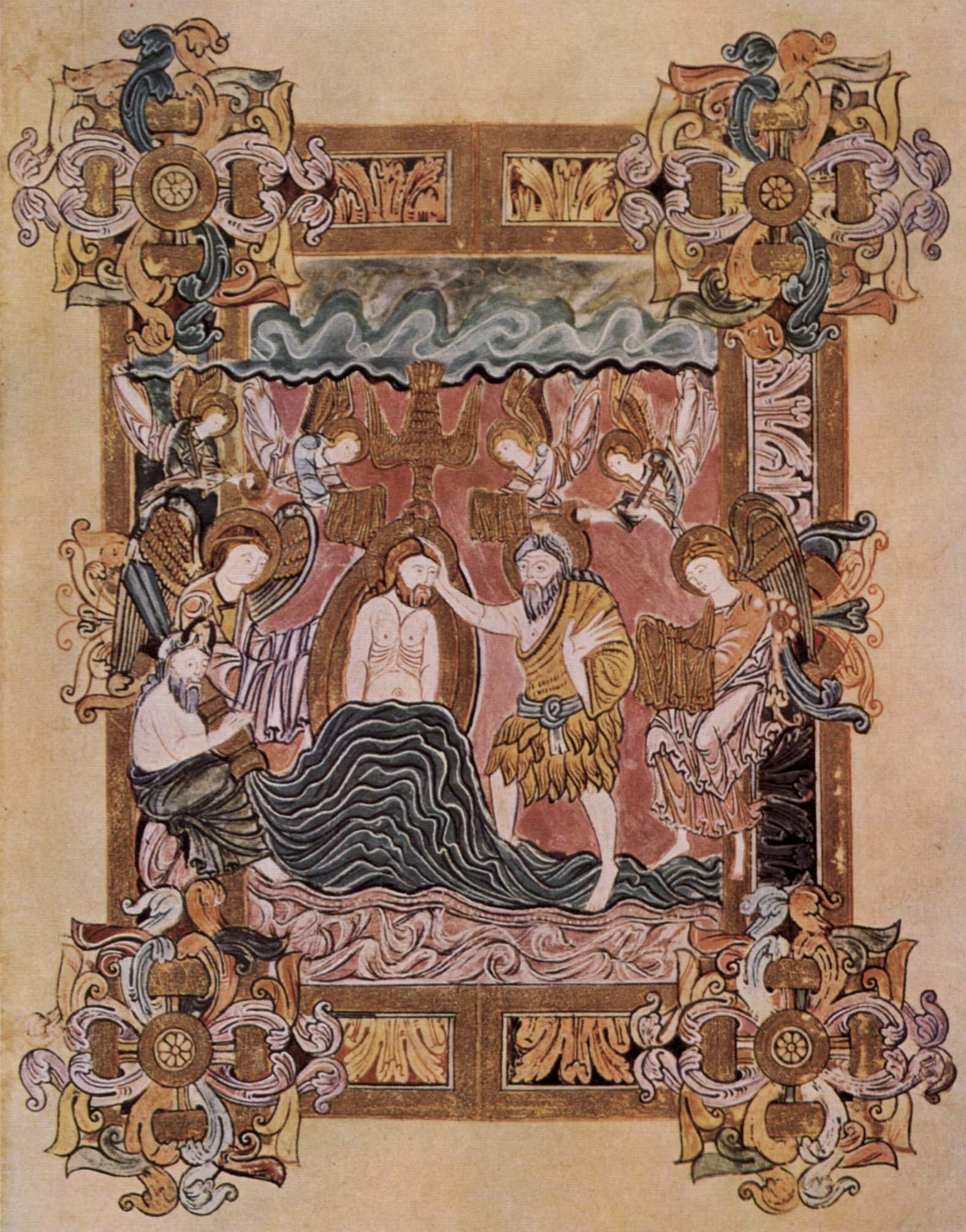
Ejemplo de pintura, Benediccional de San Ethelwold.

#### Patrones e iconografía
Varios cambios fundamentales ocurren en los manuscritos del X Además de la escritura minúscula irlandesa que se abandona en favor de la minúscula carolingia, la tracería se reemplaza por decoraciones de hojas de acanto, que terminan en curvas en forma de plumas de avestruz. Los ornamentos de los marcos de las páginas se privilegian sobre la decoración de las iniciales, hasta ahora el lugar de los ornamentos más abundantes en la iluminación insular. Pero son sobre todo las figuras las que adquieren una forma característica, que continúa hasta la época gótica: tienen un cuerpo alargado, una cabeza pequeña, con manos y pies delgados. Entonces se construye un estilo que se vuelve específicamente inglés. El otro motivo típico de la iluminación anglosajona es el drapeado. Con el tiempo, la forma de estas cortinas se vuelve cada vez más tumultuosa y agitada, pero gradualmente se congela en formas estereotipadas.
Entre los principales tipos iconográficos propios de esta iluminación se encuentra la representación del infierno en forma de fauces abiertas, forma que se retoma aquí en el continente a partir de entonces. Otra iconografía recurrente, la representación de la Ascensión toma la forma de unos pies que desaparecen entre las nubes. De hecho, el desarrollo de este episodio en la vida de Cristo ha sido objeto de numerosas especulaciones en la literatura anglosajona que pueden haber influido en esta representación original. En varias ocasiones, los iluminadores anglosajones muestran originalidad en la iconografía utilizada, como en los calendarios por ejemplo.

#### Tipos de manuscritos iluminados
Varios tipos de manuscritos son objeto de decoraciones durante el período:
- los manuscritos litúrgicos destinados a figuras poderosas como el Beneficiario de San Æthelwold, el más famoso de estos, pero también el beneficiario del Arzobispo Robert (BM Rouen, ms 369) posiblemente originalmente destinado a Æthelgar, Arzobispo de Canterbury, o el sacramentario de Robert de Jumièges (BM Rouen, ms.274), más tarde.
- los evangelios: generalmente incluyen iniciales adornadas en la cabeza de los Evangelios, retratos de evangelistas y tablas de concordancia decoradas. La mayoría de las veces provienen de Canterbury, como el Libro del Evangelio de Arenberg (Biblioteca Pierpont Morgan, M.869) o un Libro del Evangelio guardado en el Trinity College (Cambridge) (B.10.4). Winchester más tarde produjo evangelios como Grimbald Gospel Book (Biblioteca Británica, Add.34890).
- los salterios : la mayoría están influenciados por la llegada a Canterbury del Salterio de Utrecht, un manuscrito carolingio que sirvió de modelo para la elaboración de manuscritos en el país durante varias generaciones. Es el caso del Salterio Harley, hacia el año 1000, dejado sin terminar, o el Salterio de Bury St Edmunds (Biblioteca Apostólica Vaticana, Reg. 12). Otros manuscritos proceden de diferentes modelos, como el Salterio de Tiberio (BL, Tiberius C.VI), el Salterio de Oswald o el Salterio de Bosworth.
- no faltan los manuscritos vernáculos, dos de los cuales son particularmente famosos: el Hexateuco Inglés Antiguo y el Manuscrito Junius.

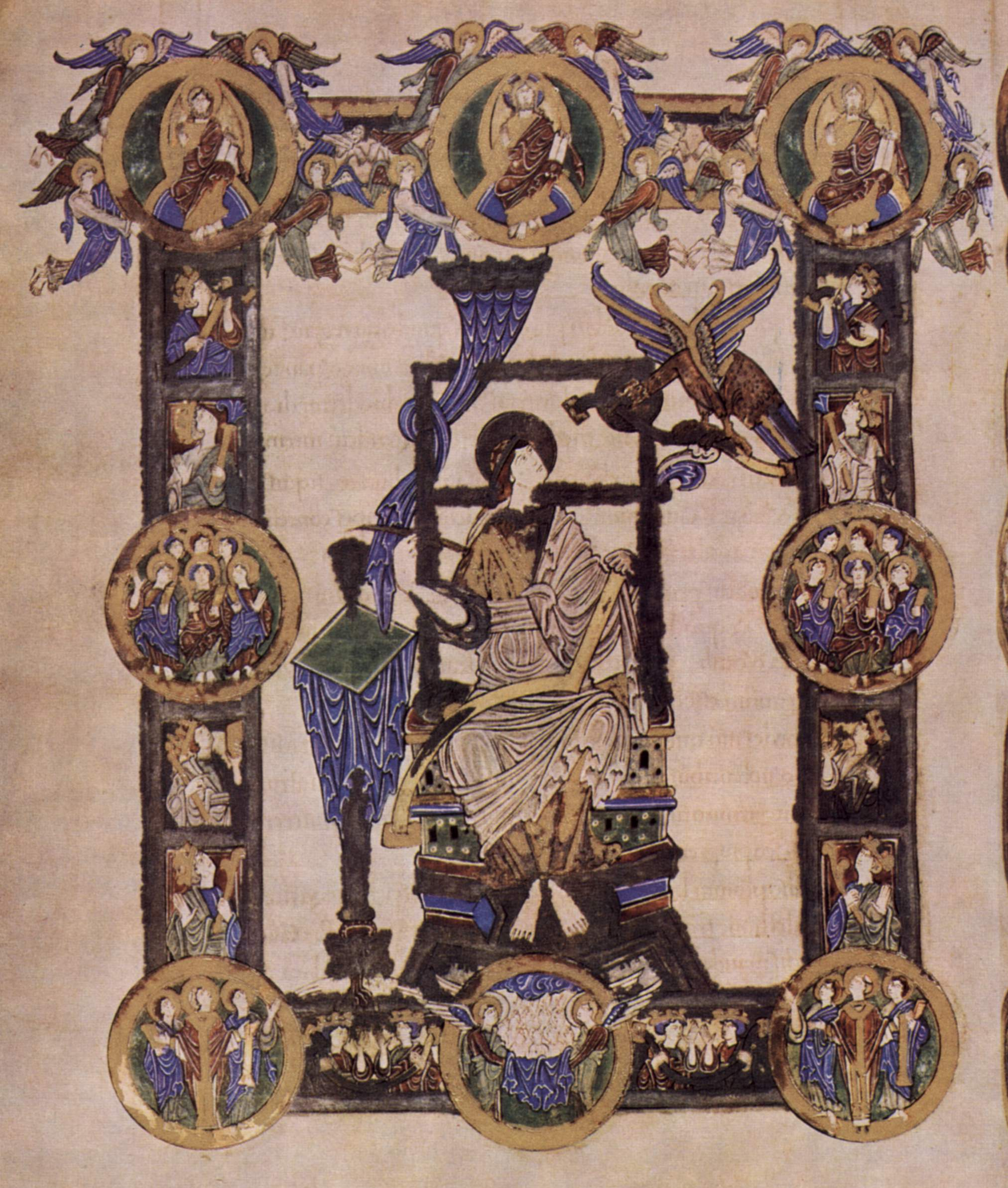
Evangeliario de Grimbald
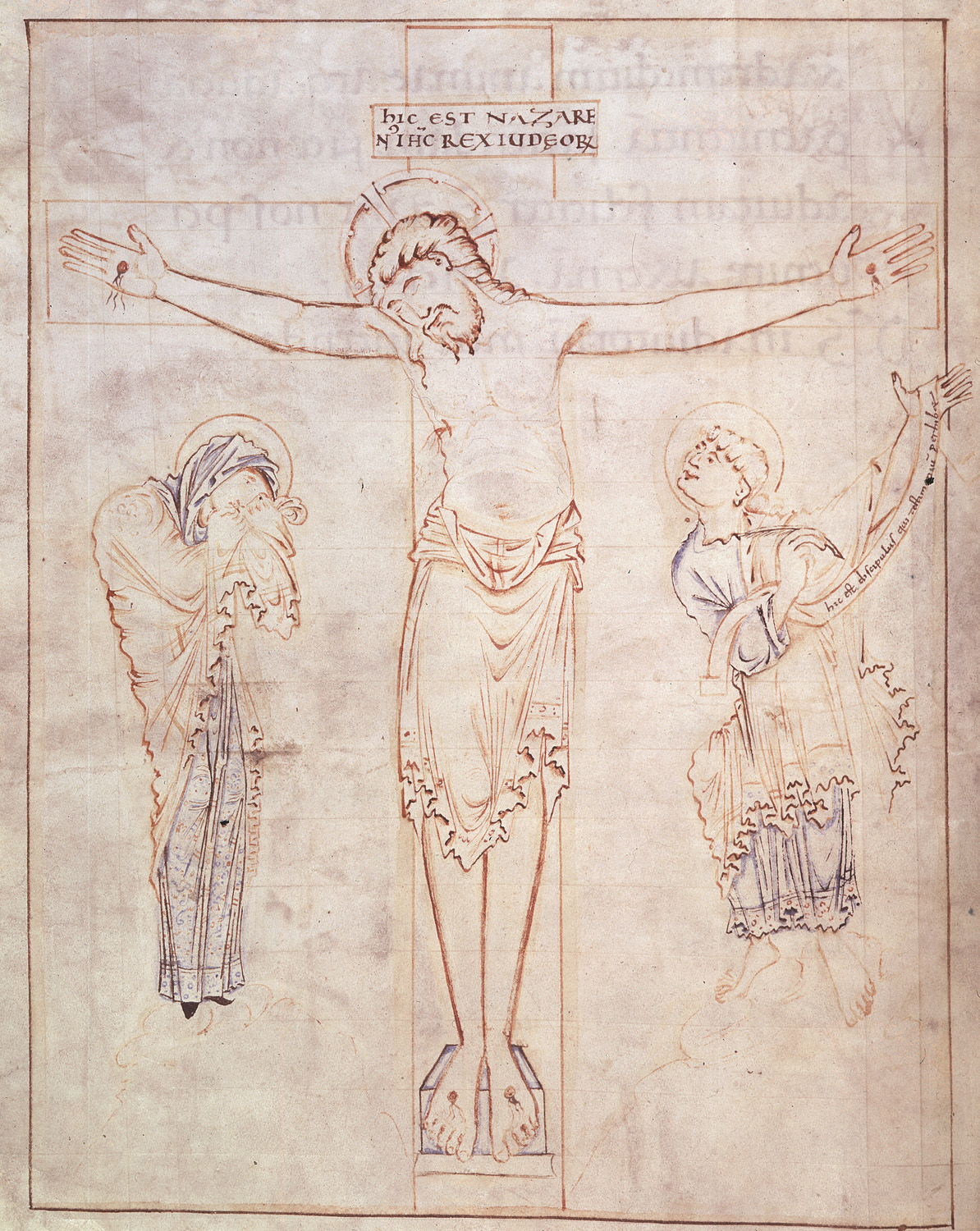
La crucifixión en el Salterio de Oswaldo.
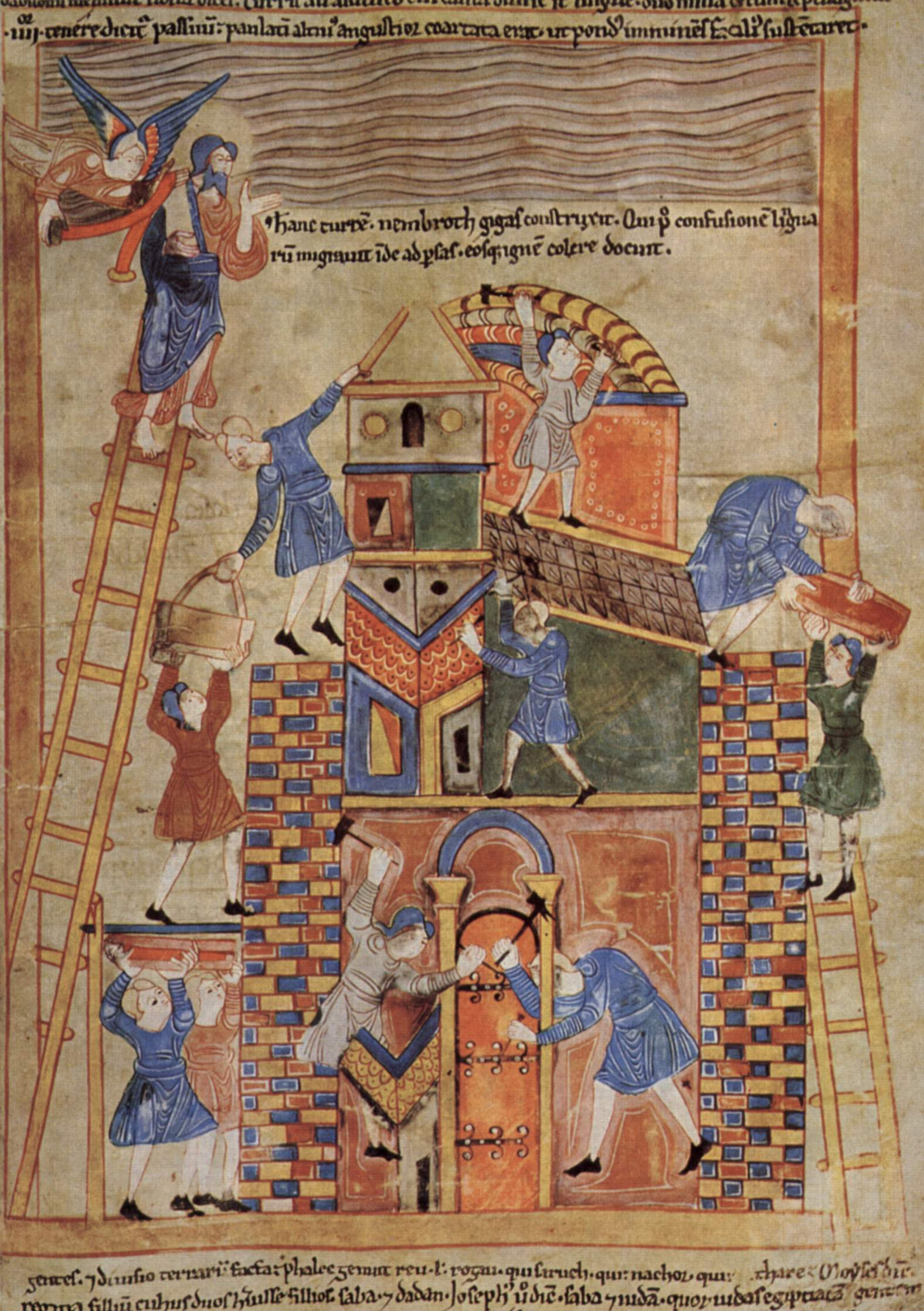
La torre de Babel en el Hexateuco inglés antiguo.
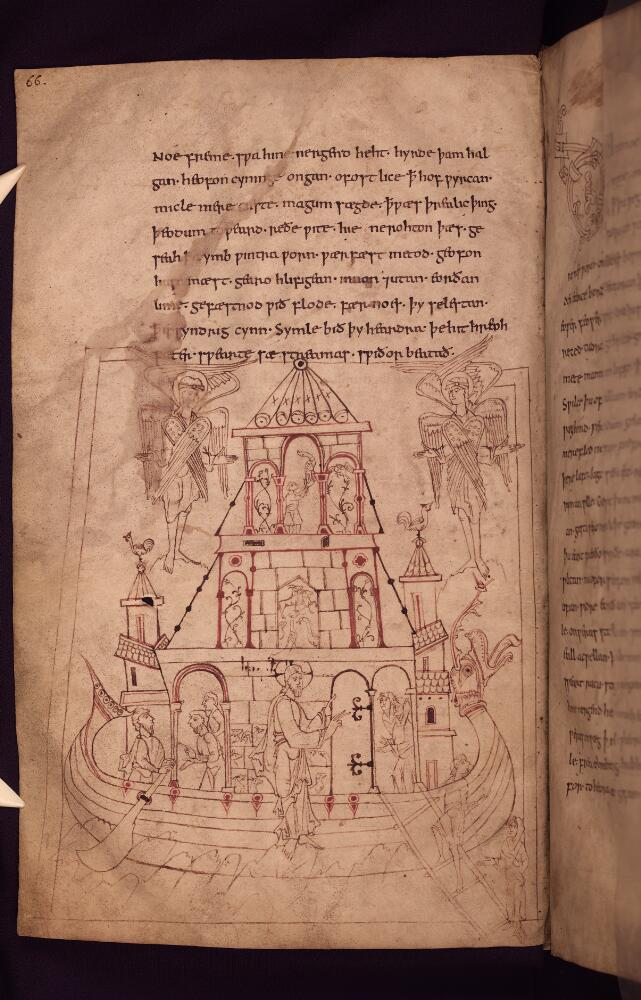
El Arca de Noé en el manuscrito Junius.